# Fondation d'entreprise Louis-Vuitton
Pour les articles homonymes, voir Louis Vuitton (homonymie).
La fondation d'entreprise Louis-Vuitton, anciennement fondation d'entreprise Louis-Vuitton pour la création lancée en octobre 2005, est une fondation d'entreprise  créée par le groupe LVMH et ses maisons. Elle a pour objectif de pérenniser les actions de mécénat engagées depuis 1990 par le groupe.
Le bâtiment objet de la fondation est un musée, conçu par l'architecte Frank Gehry, situé au Jardin d'acclimatation, dans le bois de Boulogne à Paris. Il est notamment consacré à l'art moderne et l'art contemporain. Ce projet qui s'est voulu une réplique à la fondation Pinault installée à Venise, est l'expression médiatique de la concurrence entre le patron du numéro un mondial du luxe Bernard Arnault et son rival François Pinault.
L'inauguration du bâtiment a lieu le 20 octobre 2014 en présence de François Hollande, président de la République.
La multiplication conséquente du coût initialement prévu pour la construction du bâtiment, coût qui fait l'objet de déductions fiscales (à hauteur des trois quarts des dépenses), entraîne un dépôt de plainte de la part d'une association anti-corruption en novembre 2018 contre la fondation Louis-Vuitton et le groupe LVMH pour escroquerie, recel de fraude fiscale et blanchiment de fraude fiscale. La plainte est classée sans suite en septembre 2019.

## Histoire

### Projet
En 2001, Bernard Arnault rencontre Frank Gehry, architecte récompensé par le prix Pritzker en 1989. Après avoir visité le musée Guggenheim de Bilbao, conçu par Gehry, il lui confie le projet de conception et de création d'un édifice pour la fondation Louis-Vuitton, au sud du Jardin d'acclimatation, à Paris.
Frank Gehry, francophile attaché à la culture française, visite le jardin. Il imagine alors une architecture de verre inspirée par le Grand Palais, mais aussi par les structures de verre, telles que le palmarium, qui ornaient le Jardin d'acclimatation dès 1893. Sous la main de l'architecte, l'édifice en verre prend l'allure d'un voilier aux voiles gonflées par le vent d'ouest, donnant ainsi l'illusion du mouvement. La passion de Gehry pour la voile a sans doute guidé ce choix. Douze voiles de verre translucides enveloppent l'« iceberg », une succession de formes blanches organiques habillées en béton ductal (décomposées en 19 000 panneaux tous différents et décalés pour créer, selon l'expression de Frank Gehry, un motif en « tremblement de terre ») et portant des terrasses arborées et flottant sur un bassin rempli d'eau. Ces volumes sont séparés par des ouvertures, des failles et des superpositions qui sont refermées par des parois vitrées se décomposant en quarante-six ouvrages de configurations très diverses, si bien qu'il est difficile de distinguer façades et toitures. Chacune de ces voiles, de forme et de courbure différentes, est soutenue par un jeu sophistiqué de poutres en acier et en bois et est composée de 3 600 panneaux de verre sérigraphié de pastilles qui réfléchissent 50 % de l'énergie lumineuse.
Afin d'inscrire au mieux le bâtiment dans l’environnement du Jardin d'acclimatation dont LVMH obtient la concession pour une durée de vingt ans le 6 décembre 1995 (le groupe ayant racheté en 1984 le conglomérat Boussac qui avait déjà obtenu en 1952 de la ville de Paris la concession en lieu et place du Jardin zoologique d’acclimatation et qui est renouvelée en 1995), la fondation réalise un plan d'aménagement renouant avec les principes fondateurs des jardins paysagers du XIXe siècle. Il relie l'édifice avec le Jardin d’acclimatation au nord et avec le bois de Boulogne au sud. L'implantation du bâtiment de la fondation se réalise dans le cadre d'une convention d'occupation en date du 1er janvier 2007, d'une durée de cinquante-cinq ans, au terme de laquelle le bâtiment reviendra à la ville de Paris. En contrepartie, la ville perçoit une redevance forfaitaire annuelle de 100 000 € jusqu'au terme de la convention.

### Construction
« La construction d'une fondation au sein de laquelle pourrait se cristalliser une partie du mécénat s'imposait. Un espace nouveau qui ouvre le dialogue avec un large public et offre aux artistes et intellectuels une plateforme de débats et de réflexion », telle était l'ambition, selon les mots de Bernard Arnault lors de la présentation officielle du projet.

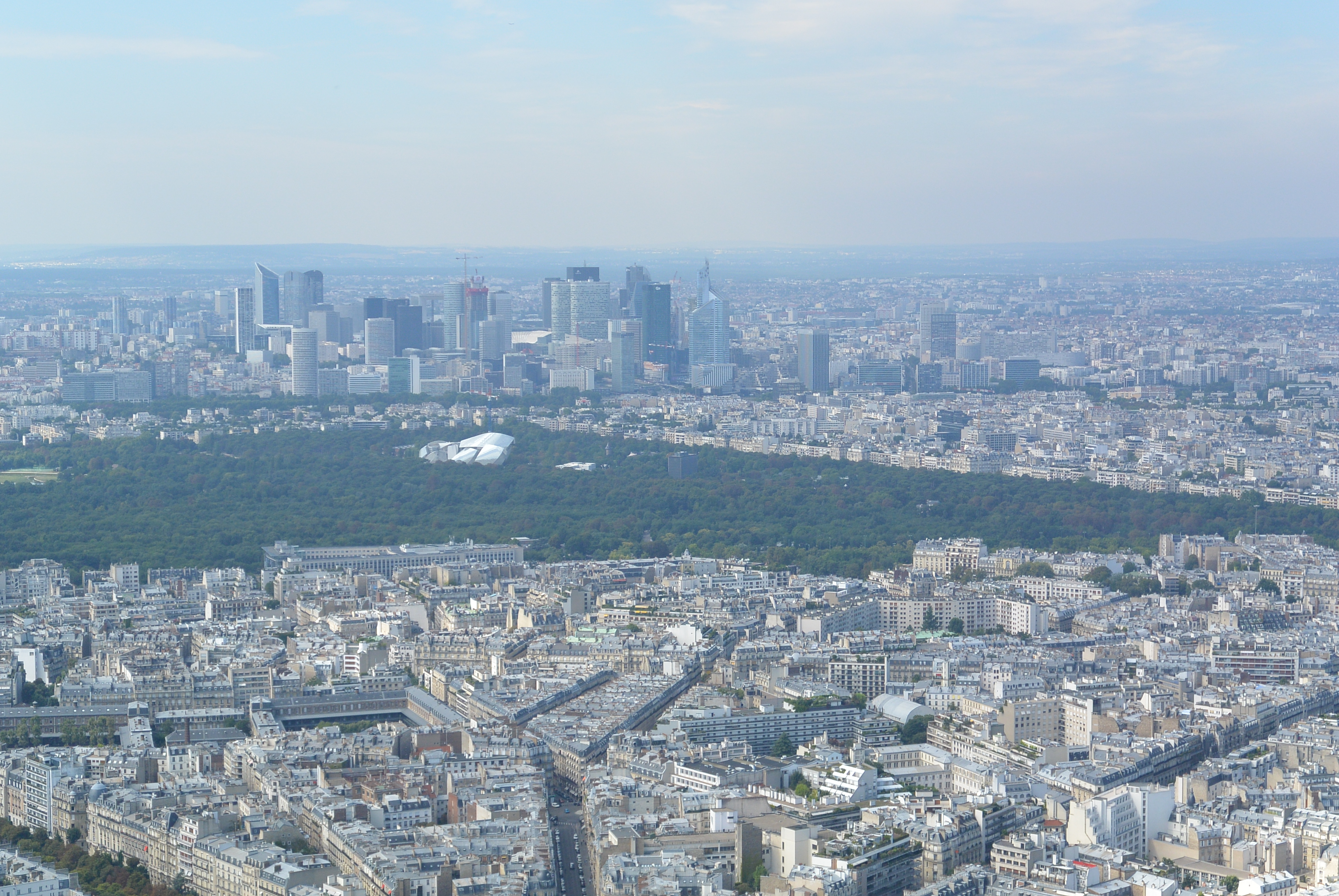
Vue depuis la tour Eiffel de la fondation émergeant du bois de Boulogne.

Le bâtiment, construit à la place d'un ancien bowling, d'une billetterie et d'un restaurant, a une surface de 11 779 m2 et dépasse les quarante mètres de haut : superposition du rez-de-chaussée de neuf mètres de haut, d'une zone technique de six mètres, d'un étage de neuf mètres surmonté des volumes des puits de lumière de neuf mètres, entourés des verrières qui lui permettent d'atteindre cette hauteur et de doubler son volume. L'infrastructure est constituée d'une boîte étanche en sous-sol, formée d'un radier en béton étanche qui résiste aux surpressions hydrostatiques ainsi que, pour gagner encore du volume, d'un bassin aquatique alimenté par une cascade en pente douce et entouré d'une paroi moulée périphérique en console de sept mètres.
Au total, la construction du bâtiment aura nécessité le travail conjoint d'ingénieurs et de plus de 700 ouvriers. Une trentaine de brevets sont également créés, notamment pour les accroches des voiles de verre soumises à une forte prise au vent.
Opposée à cet édifice, une association de défense du parc, la « Coordination pour la sauvegarde du bois de Boulogne », saisit la justice administrative en attaquant, avec succès, à la fois l'autorisation foncière délivrée par une délibération du Conseil de Paris et le permis de construire, finalement annulé le 20 janvier 2011. Pour sauvegarder le projet de musée, la ville de Paris a, sur le premier point, modifié son règlement d'urbanisme. Sur le permis de construire, la ville et la fondation Louis-Vuitton obtiennent, en avril 2011, de pouvoir continuer les travaux.
Par ailleurs, dans le cadre d'un projet de loi sur le prix du livre numérique, le 15 février 2011, est glissé un cavalier législatif consolidant le permis de construire. L'association saisit alors le Conseil constitutionnel en posant une question prioritaire de constitutionnalité (QPC) qui vise ce « cavalier ». Le 24 février 2012, la QPC est repoussée par le Conseil constitutionnel car la disposition visée « répond à un but d'intérêt général suffisant ».
En 2012, la construction de l'édifice aborde une étape déterminante avec l'installation des voiles de verre. Ces voiles sont constituées de 3 600 panneaux de verre, tous uniques et courbés spécifiquement pour épouser les formes dessinées par l'architecte. Le défi est immense, notamment en termes de résistance au vent. Le Centre scientifique et technique du bâtiment (CSTB) réalise donc une maquette numérique de l'ouvrage afin de déterminer le prédimensionnement au vent des voiles et l'impact de la pluie battante sur celles-ci. Les verrières, soutenues par des poutres de bois et de fer, recouvrent au total 13 500 mètres carrés,. Les équipes participant à la construction du bâtiment de la fondation sont récompensées par plusieurs prix d'architecture en France et aux États-Unis. Au total, les travaux durent huit ans. 

### Affaire judiciaire liée aux coûts de construction
Le coût de la construction du bâtiment de la fondation Louis-Vuitton, initialement évalué à 100 millions d'euros, n'est pas rendu public. Il est dans un second temps estimé qu'il pourrait avoir atteint 500 millions d'euros en raison de la mise au point de panneaux de verre innovants.
Le magazine Marianne avance même, en mai 2017, que la construction aurait coûté près de 800 millions d'euros, soit près de huit fois la somme initialement envisagée, dont plus de 610 millions incomberaient finalement à l'État français en raison des avantages fiscaux accordés à LVMH.
En novembre 2018, l'association FRICC (Front républicain d'intervention contre la corruption) dépose une plainte devant le Parquet national financier (PNF) pour des faits d'escroquerie et de recel, de fraude fiscale et blanchiment de fraude fiscale contre la fondation Louis-Vuitton et le groupe LVMH en lien avec la construction du bâtiment,,, portant sur une « somme totale de décharge obtenue » de 603 millions d'euros.
En septembre 2019, la plainte est classée sans suite par le parquet de Paris en raison d'une « absence d'infraction ». 
Une enquête du magazine Pièces à conviction révèle, en 2018, que la fondation Louis-Vuitton permettait à Bernard Arnault une déduction d’impôt de 480 millions d’euros en France. 

### Conditions de travail
En mars 2022, Mediapart publie une enquête qui dénonce les conditions de travail des agents de sécurité et hôtes d'accueil de la fondation Louis-Vuitton. Les agents de sécurité sont obligés de rester debout et statiques durant des journées de travail de 12 heures. Plusieurs d'entre eux se plaignent de temps de pause trop courts et d'être vidéosurveillés. Selon le site d'information, entre le 25 septembre et le 21 décembre 2021, sur 20 agents de sécurité s'étant rendus au poste central incendie de la fondation pour une prise en charge, 17 s'y étaient rendus pour des cas de malaise ou de grandes fatigues. Plusieurs hôtes d'accueil estiment, quant à eux, se sentir pressurés et ne pas être protégés par leurs employeurs face à un public parfois agressif.

## Le musée
Ne doit pas être confondu avec le musée Louis-Vuitton
Financé par LVMH, le musée est consacré à l'art contemporain. Il comporte onze galeries sur trois niveaux destinées à présenter différentes collections, expositions, interventions d'artistes ainsi qu'un auditorium aux configurations modulables. L'inauguration est marquée par les concerts du pianiste chinois Lang Lang et du groupe électro allemand Kraftwerk.
La fondation n'est pas seulement un centre d'art contemporain. Elle est aussi un lieu de débats, de colloques, de séminaires, de master classes et une scène accueillant du spectacle vivant, du cinéma, de la vidéo... L'auditorium permet d'accueillir de trois cents places assises à mille places debout grâce aux diverses configurations des gradins. L'acoustique est assurée par Nagata Acoustics qui a déjà travaillé avec Frank Gehry pour le Walt Disney Concert Hall de Los Angeles. La scénographie de l'auditorium et des espaces annexes a été conçue par l'agence dUCKS scéno.
La fondation est aussi à l'origine de commandes auprès d'artistes. « Nombre de ces musées privés ouverts dans le monde ont souvent de beaux écrins architecturaux mais pas forcément conscience de ce que signifie avoir une institution, avec une vision spécifique, une programmation digne de ce nom, un rôle pédagogique réel. La fondation Louis-Vuitton va être un stimulant positif pour les autres », a précisé le  commissaire d'expositions Jérôme Sans. Les premières commandes ont été réalisées auprès d'Ellsworth Kelly, Olafur Eliasson, Janet Cardiff et George Bures Miller (avec la participation de Scott Tixier et Tony Tixier), Sarah Morris, Taryn Simon, Cerith. Wyn. Evans et Adrian Villar Rojas.
La direction artistique de la fondation Louis-Vuitton est assurée par Suzanne Pagé, ancienne directrice du musée d'Art moderne de Paris.
La collection d'art de la fondation met en valeur des artistes contemporains, dont Gerhard Richter, Pierre Soulages, Bertrand Lavier, Christian Boltanski, Ólafur Elíasson, Thomas Schütte, Pierre Huyghe, entre autres.

### Œuvrein situ
Une œuvre in situ, c'est-à-dire conçue sur place en tenant compte des spécificités du lieu, intitulée L'Observatoire de la lumière de l'artiste Daniel Buren a été inaugurée en 2016. Elle consiste à recouvrir les douze verrières du bâtiment de filtres colorés de treize couleurs distinctes et disposés en un motif régulier. Les filtres agissent en modifiant la lumière et l'apparence de l'édifice en fonction des conditions changeantes de la météo.

### Expositions temporaires

Deux œuvres présentées lors de l'exposition « Icônes de l'art moderne. La collection Chtchoukine »
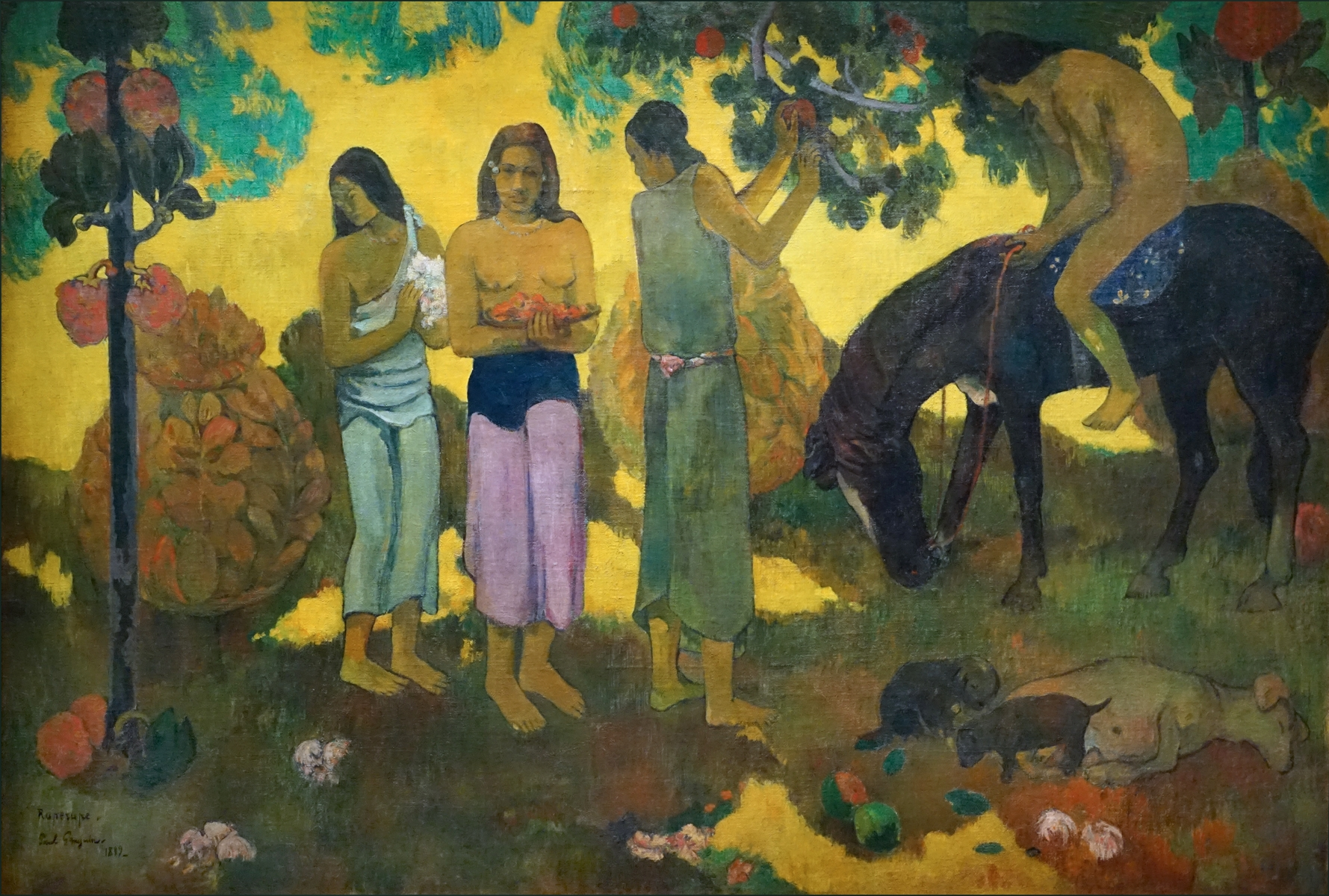
Ruperupe de Paul Gauguin.
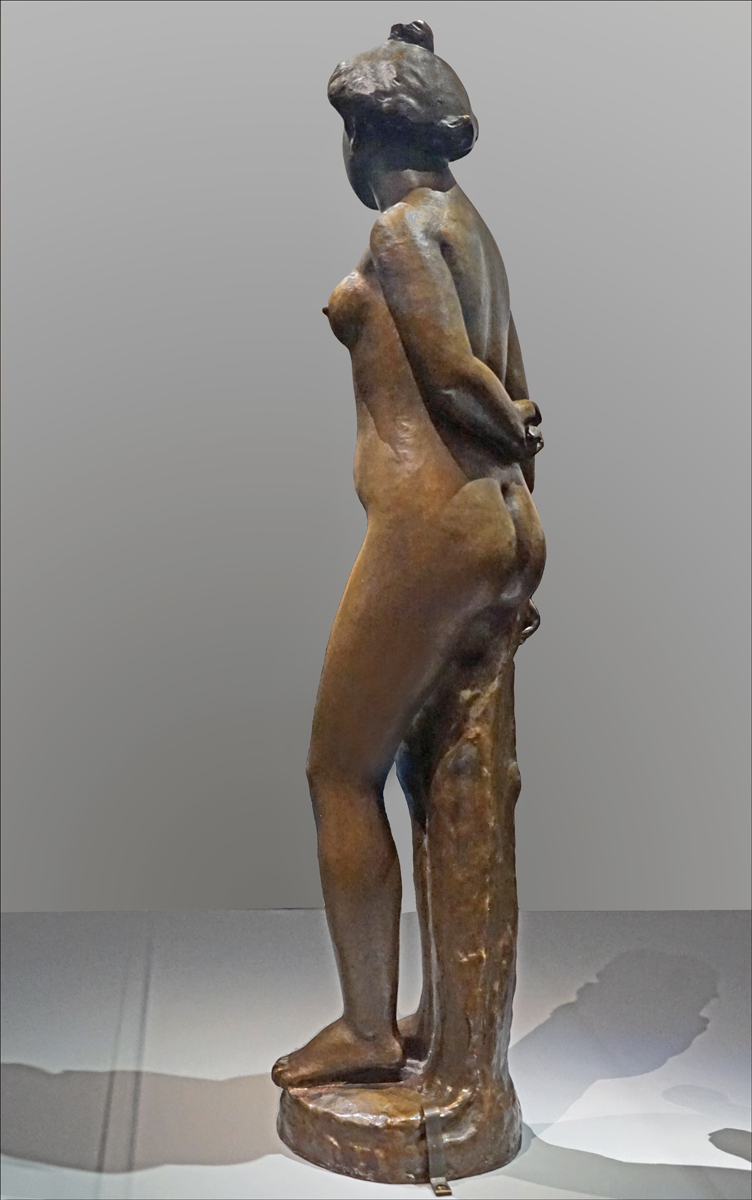
Femme au chignon d'Aristide Maillol (bronze).

Plusieurs expositions temporaires ont été organisées par la fondation depuis sa création, dont la collection Chtchoukine qui a attiré 1,6 million de visiteurs, les œuvres du Moma, Egon Schiele et Jean-Michel Basquiat ou encore les expositions « Cindy Sherman à la fondation » et « La collection Morozov. Icônes de l’art moderne » qui réunit plus de 200 chefs-d'œuvre d’art impressionniste et moderne français et russe des frères moscovites Morozov.
- 2014-2015 :

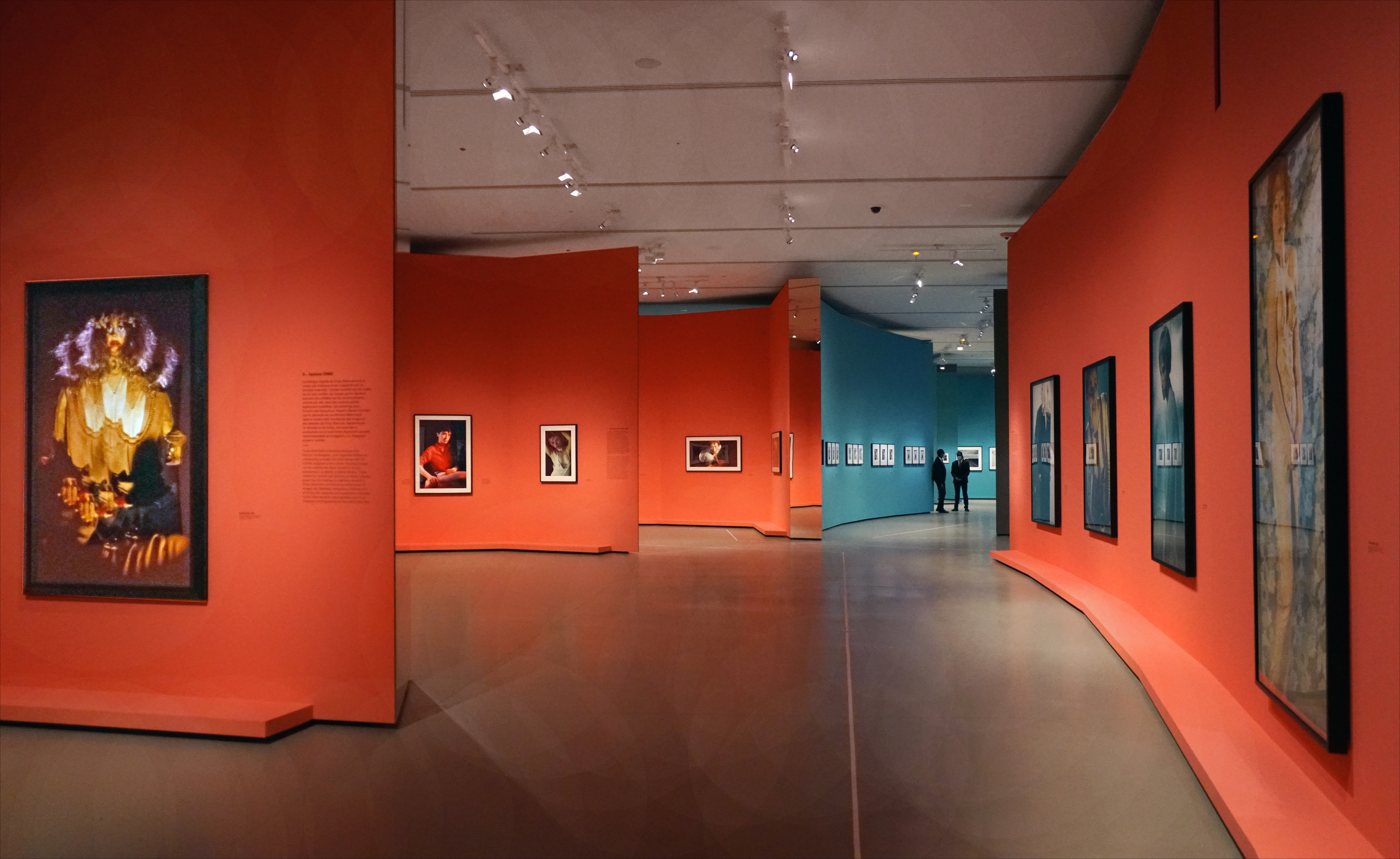
Rétrospective Cindy Sherman, 2020-2021.

  - « Olafur Eliasson : Contact »[38],[39]
  - « Frank Gehry. La Fondation Louis Vuitton »[40]
  - « Les clefs d’une passion »[41]
- 2016-2017 :
  - « Icônes de l’art moderne. La Collection Chtchoukine »[42]
  - « Bentu. Des artistes chinois dans la turbulence des mutations »[43]
  - « Art/Afrique. Le nouvel atelier »[44]
- 2017-2018 :
  - « Être Moderne : Le MoMA à Paris »[45]
- 2018-2019 :
  - « Jean-Michel Basquiat »[46]
  - « Egon Schiele »[47]
  - « La Collection Courtauld, le parti de l’impressionnisme »[48]
- 2020-2021 :
  - « Cindy Sherman à la Fondation »[49]
  - « La collection Morozov. Icônes de l’art moderne »[50]
- 2023 :
  - « Basquiat x Warhol, à quatre mains »[51]
- 2025 :
  - « David Hockney 25 »[52]

### Évènements
- 2014 : défilé Louis Vuitton durant lequel Nicolas Guesquière, directeur artistique des collections féminines de Louis Vuitton, présente sa troisième collection[53].
- Depuis 2014 : chaque année, accueil de la classe d'excellence de violoncelle de Gautier Capuçon au sein de l'auditorium créé par Frank Gehry[54]
- 2016 : Nicolas Ghesquière présente sa collection automne-hiver 2016-2017[55].

## Avantages fiscaux
En 2018, dans un rapport sur le mécénat, la Cour des comptes révèle que les entreprises du groupe LVMH ont réduit leurs impôts de 518,1 millions d'euros entre 2007 et 2017 au titre de sommes versées à la fondation Louis-Vuitton. La Cour précise que de 2007 à 2014, la construction d'un bâtiment dans le bois de Boulogne à Paris « a constitué la principale activité de la fondation ». Elle estime que « la véritable retombée est l'apport en termes d'image de la fondation au groupe et à sa principale marque ». 
En choisissant de faire une fondation, LVMH s’interdit d’y commercialiser aussi bien des œuvres d’art que des produits de luxe du groupe, mais selon le magazine Challenges, cela ne l’empêche pas d’exposer des mallettes Vuitton dans le hall d’entrée « afin de bien souligner la proximité du lieu avec ses marques ».